# Museum Bislich
Das Deichdorfmuseum Bislich ist ein Museum für Lokalgeschichte und Naturkunde im Weseler Stadtteil Bislich. Themen der Ausstellungen sind: lokale Kulturgeschichte, der Rhein als Lebensraum (Deichbau, Fischerei und Schifffahrt) und lokale Zieglergeschichte. Zudem existiert auch eine Präsentation der Vogelwelt am Niederrhein. Seit 2014 bildet die Schmiede Kock darüber hinaus eine Außenstelle des Museums.

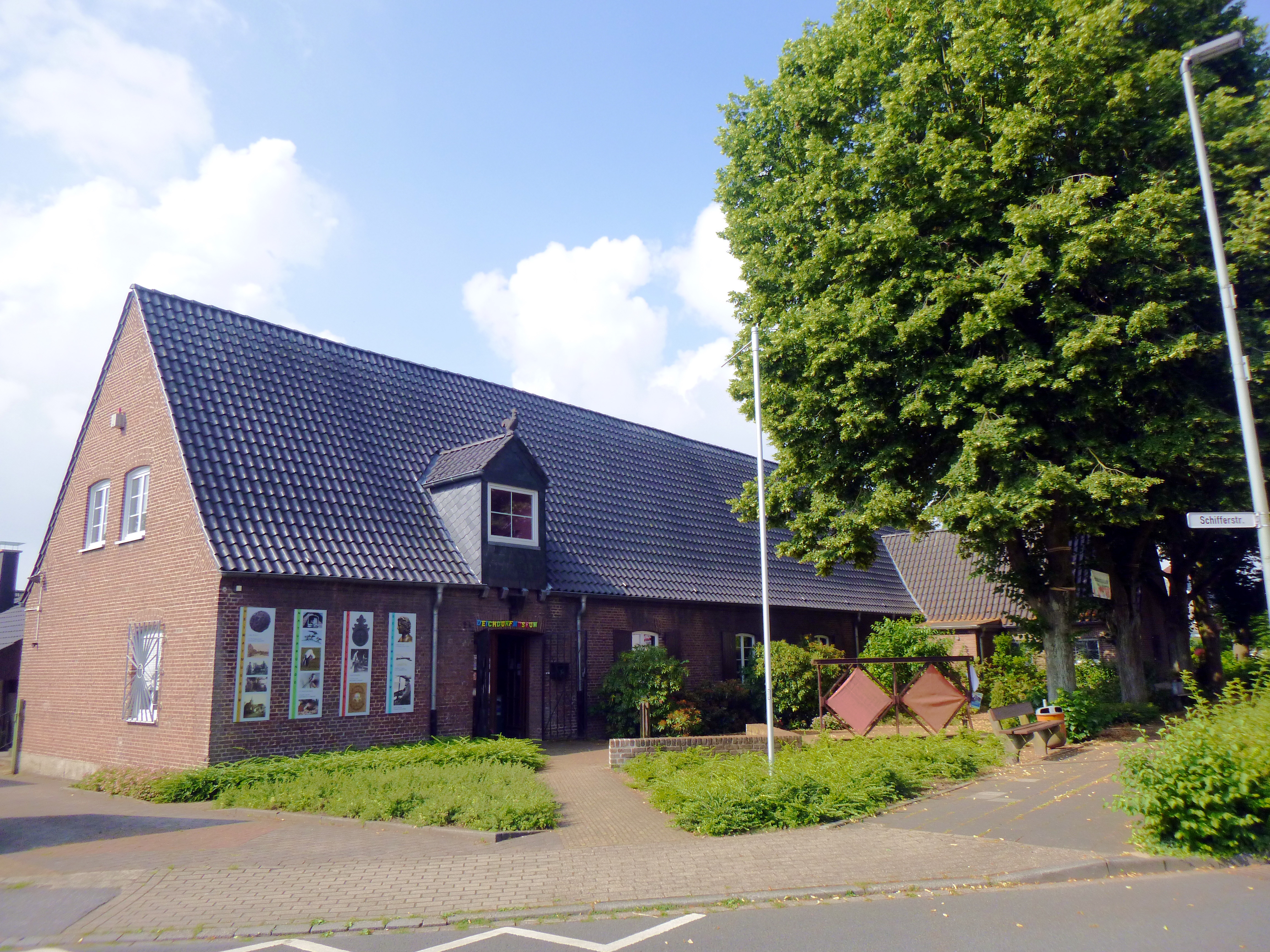
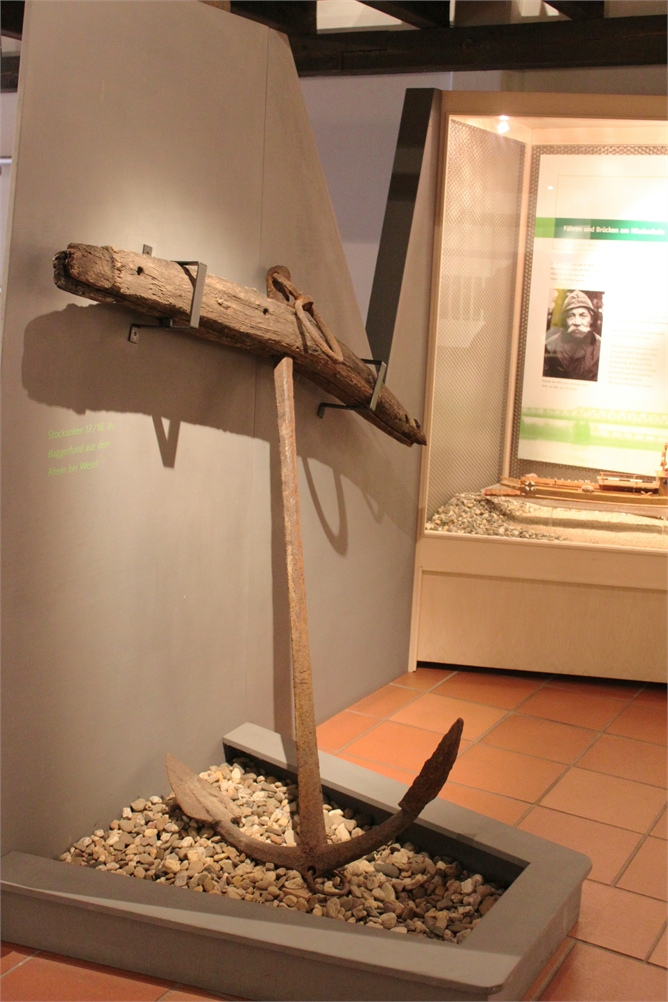
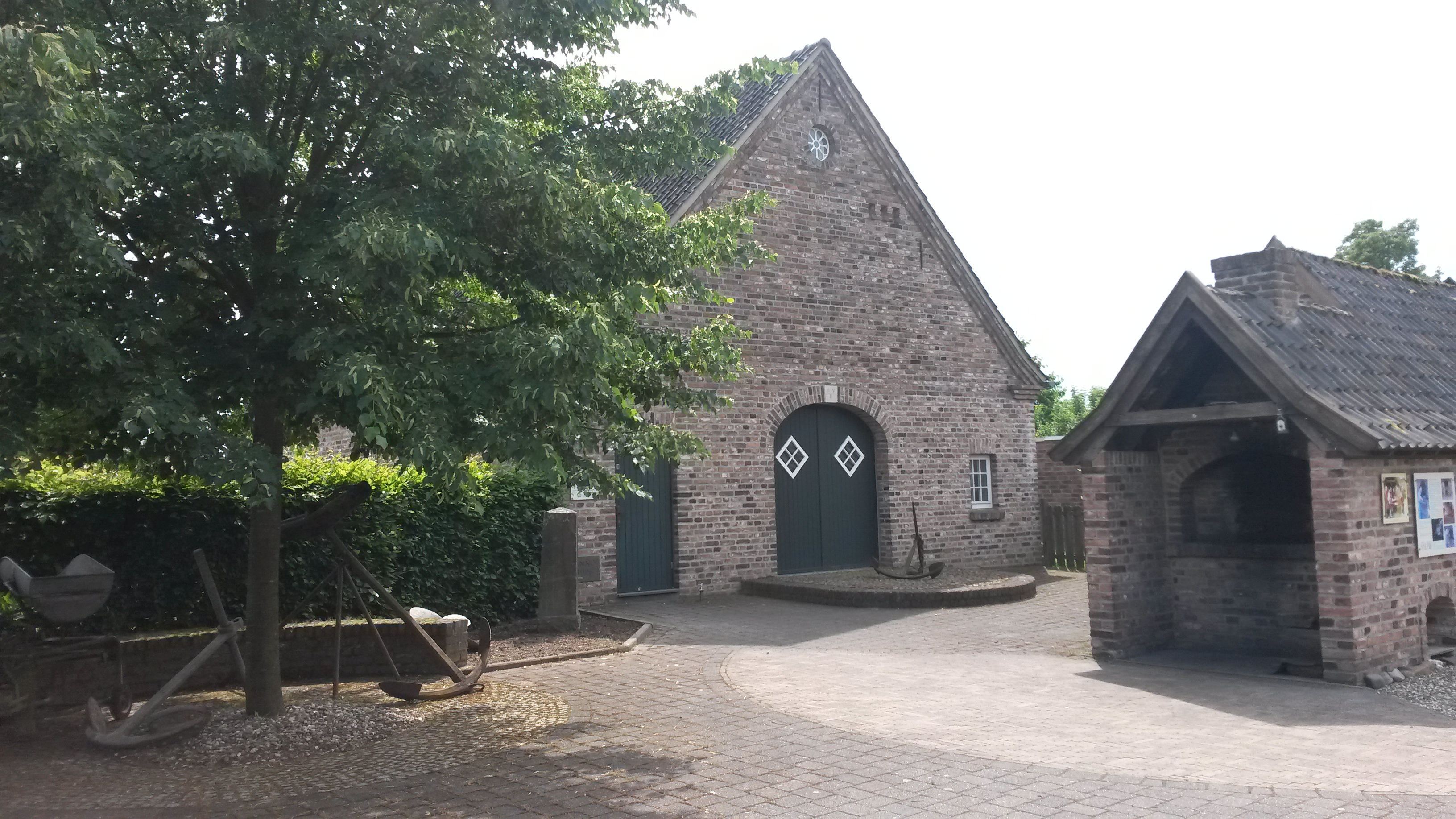
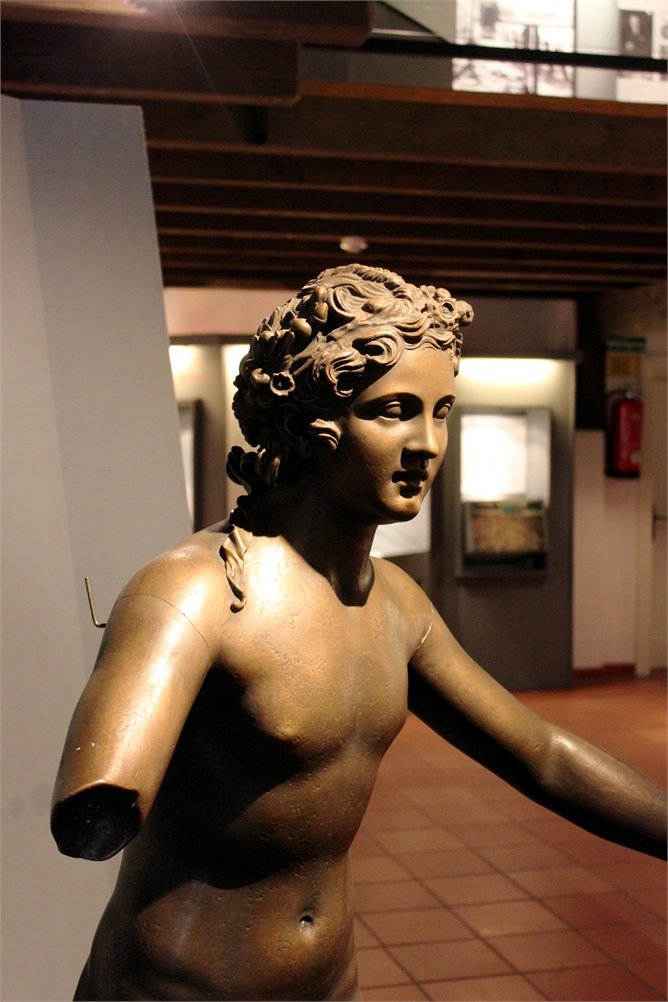

## Lage und Gebäude
Die volkskundliche Abteilung mit Naturkunde, das Rhein-Deich-Museum und das Ziegelmuseum befinden sich in mehreren Gebäuden auf dem Museumsgelände an der Dorfstraße im Ortskern von Bislich. Das Rhein-Deich-Museum ist in einer wieder aufgebauten Scheune aus der 2. Hälfte des 19. Jahrhunderts untergebracht, das Ziegelmuseum im Nachbau einer historischen Scheune. Rund 100 Meter westlich schließt sich der begehbare Rheindeich an. Die Ausstellungsfläche beträgt in den Gebäuden rund 750 Quadratmeter, auf denen immer nur ein Teil der vorhandenen Exponate ausgestellt werden kann.
Die Außenstelle Schmiede Kock befindet sich südlich des Dorfes in der Bauerschaft Marwick und hat die Adresse Marwick 11 (Standort). Es handelt sich um ein ursprünglich um 1800 errichtetes Gebäude, das für die Nutzung als Museum wiederhergestellt wurde. Es liegt in direkter Nähe des Bauerncafés Hellenhof auf dem Rheindeich. Im Inneren hat die Schmiede eine Ausdehnung von 4,5 mal 6,5 Quadratmetern.

## Geschichte und Ausstellungen
Im Gebäude an der Dorfstraße wurde 1983 das Heimatmuseum Bislich eingerichtet. Eine zentrale Rolle für das Heimatmuseum spielt eine Dauerausstellung, die sich mit der Bislicher Lokalgeschichte und teils der niederrheinischen Geschichte im Allgemeinen befasst. Im Fokus der Dauerausstellung steht dabei die Dorfgeschichte im 19. und 20. Jahrhundert. Zum Heimatmuseum gehört eine Naturkundeausstellung, in der verschiedene lokale Tierarten, darunter insbesondere Vögel, thematisiert werden. Das 2000 eingerichtete Rhein-Deich-Museum hat Deichbau und Hochwasserschutz als zentrales Thema, daneben werden auch Rheinschifffahrt und die historische Rheinfischerei aufgegriffen. Zur Ausstellung gehört eine Nachbildung des Lüttinger Knaben, bei dessen Original es sich um eine römische Bronze-Statue handelt, die 1858 von Fischern aus Bislich und aus Lüttingen im Rhein gefunden wurde. 2006 wurde das Museum um das Ziegelmuseum erweitert. Dort werden die Geschichte der niederrheinischen Ziegelherstellung und der Übergang von Stroh- zu Ziegeldächern dokumentiert. Im Hofbereich des Museums steht seit 1987 die Nachbildung eines historischen Backhauses. Dieses Backhaus ist funktionsfähig und wird zu bestimmten Anlässen genutzt.
Die Schmiede Kock wurde im Mai 2014 als Außenstelle des Museums eröffnet. Sie entstand am Ende des 18. Jahrhunderts und wurde ab 1812 durch die Familie Kock als Huf- und Wagenschmiede geführt. Zu Beginn der 1960er Jahre wurde der Betrieb eingestellt. Für die Nutzung durch das Museum wurde die Schmiede durch ehrenamtliche Helfer restauriert und anschließend unter Denkmalschutz gestellt. Im Rahmen ihrer Nutzung durch das Museum finden in der Schmiede einmal monatlich Schauvorführungen statt.